# Mapimí
Mapimí (en Cocoyón: Mapeme, colline de pierre élevée) est la localité chef-lieu de la municipalité de Mapimí dans l'État de Durango au Mexique, située dans la région désertique du Bolsón de Mapimí. En 2010, Mapimí est inscrit au patrimoine culturel de l'humanité de l'UNESCO sous le titre de « El Camino Real de Tierra Adentro » en raison de sa contribution culturelle, architecturale et historique.

## Géographie
Située à une altitude de 1 300 mètres, Mapimi est situé à 80 km au nord-ouest de la ville de Torreon et 266 km au nord-est de la ville de Victoria de Durango. Mapimí est complètement entourée par un désert.

## Démographie
Selon le dénombrement de 2010 réalisé par l'institut national de la statistique et de la géographie, la population du Mapimí est de 5623 habitants.

## Transports
Ses principales voies de communication sont la route fédérale 30, qui la relie sur 23 km à l'est avec le village de Bermejillo où elle rejoint l'autoroute fédéral 49 qui la relie vers le sud à Gomez Palacio et au nord à Jimenez, dans l'état de Chihuahua, et la route fédérale 45 qui la relie au sud à la capitale Durango et au nord à Parral, en Chihuahua. La route fédérale 30 se termine à El Palmito, au barrage Lazaro Cardenas.

## Climat
| Mois                                  | jan.      | fév.      | mars      | avril     | mai       | juin      | jui.      | août      | sep.      | oct.      | nov.      | déc.      | année |
| ------------------------------------- | --------- | --------- | --------- | --------- | --------- | --------- | --------- | --------- | --------- | --------- | --------- | --------- | ----- |
| Température minimale moyenne (°C)     | 3,1       | 4,7       | 7,4       | 10,5      | 13,8      | 15,1      | 15,6      | 15,7      | 14,3      | 10,7      | 6,7       | 3,6       | 10,1  |
| Température moyenne (°C)              | 11,9      | 13,9      | 17        | 20,7      | 23,7      | 24,7      | 24,5      | 24,3      | 22,4      | 19,2      | 15,6      | 12,4      | 19,2  |
| Température maximale moyenne (°C)     | 20,7      | 23,1      | 26,6      | 30,9      | 33,6      | 34,3      | 33,5      | 32,9      | 30,4      | 27,7      | 24,4      | 21,1      | 28,3  |
| Record de froid (°C)                  | −2,3      | 0,6       | 2,9       | 3,8       | 8,4       | 6,7       | 10,5      | 9         | 9         | 5,1       | 3         | −1,1      |       |
| Record de chaleur (°C) date du record | 28,5 1972 | 29,8 1994 | 33,8 1999 | 37,3 2000 | 39,4 1996 | 40,9 1998 | 41,6 1998 | 38,5 1997 | 36,8 1999 | 32,9 1999 | 29,8 1973 | 30,1 1971 |       |
| Précipitations (mm)                   | 7,8       | 3,2       | 2,3       | 5,5       | 16,1      | 48,6      | 58,3      | 73,1      | 66,4      | 19,3      | 6,5       | 6,3       | 313,4 |
| Nombre de jours avec précipitations   | 1,3       | 0,6       | 0,3       | 0,7       | 1,7       | 3,8       | 4,8       | 5,3       | 4,7       | 2         | 41,1      | 0,9       | 27,2  |

| Diagramme climatique                                  |            |            |             |              |              |              |              |              |              |            |            |
| J                                                     | F          | M          | A           | M            | J            | J            | A            | S            | O            | N          | D          |
| 20,73,17,8                                            | 23,14,73,2 | 26,67,42,3 | 30,910,55,5 | 33,613,816,1 | 34,315,148,6 | 33,515,658,3 | 32,915,773,1 | 30,414,366,4 | 27,710,719,3 | 24,46,76,5 | 21,13,66,3 |
| Moyennes : • Temp. maxi et mini °C • Précipitation mm |            |            |             |              |              |              |              |              |              |            |            |

## Patrimoine
À une vingtaine de kilomètres au sud de Mapimí, peu après le hameau de Vicente Suárez sur le territoire de la commune voisine de Lerdo, s'ouvrent les grutas del Rosario (grottes du Rosaire), ensemble de cavités souterraines naturelles aménagées pour le tourisme.